# Love Is My Religion
Love Is My Religion è un album del cantante reggae Ziggy Marley, pubblicato dalla Tuff Gong Worldwide nel 2006.

## Tracce
1. Into the Groove - 4:16 (Testi: Marley)
2. Love is my Religion - 3:48 (Testi: Marley)
3. Make Some Music - 4:18 (Testi: Marley)
4. Friend - 2:54 (Testi: Marley)
5. Black Cat - 2:41 (Testi: Marley)
6. Beach in Hawaii - 3:44 (Testi: Marley)
7. A Lifetime - 4:48 (Testi: Marley)
8. Be Free - 3:22 (Testi: Marley)
9. Keep on Dreaming - 4:23 (Testi: Marley)
10. Still the Storms - 5:40 (Testi: Marley)
11. Love Is My Religion (acustica) - 3:59 (Testi: Marley)
12. Be Free (Dub) - 4:04 (Testi: Marley)